# 洛祖瓦特卡 (舊別利斯克區)
49°5′44″N 38°42′17″E / 49.09556°N 38.70472°E
洛祖瓦特卡（烏克蘭語：Лозуватка）是位於烏克蘭東部的村莊，由盧甘斯克州舊比利斯克區的舒利亨卡市鎮負責管轄。該村始建於1971年，面積0.22平方公里，海拔高度149米，2001年人口145，人口密度每平方公里650.2人。